# Lajing
Lajing is een bestuurslaag in het regentschap Bangkalan van de provincie Oost-Java, Indonesië. Lajing telt 6436 inwoners (volkstelling 2010).